# Lensia subtiloides
Lensia subtiloides är en nässeldjursart som först beskrevs av Adrien Jacques de Lens och Van Riemsdijk 1908.  Lensia subtiloides ingår i släktet Lensia och familjen Diphyidae. Inga underarter finns listade i Catalogue of Life.